# Канатна дорога Санторині

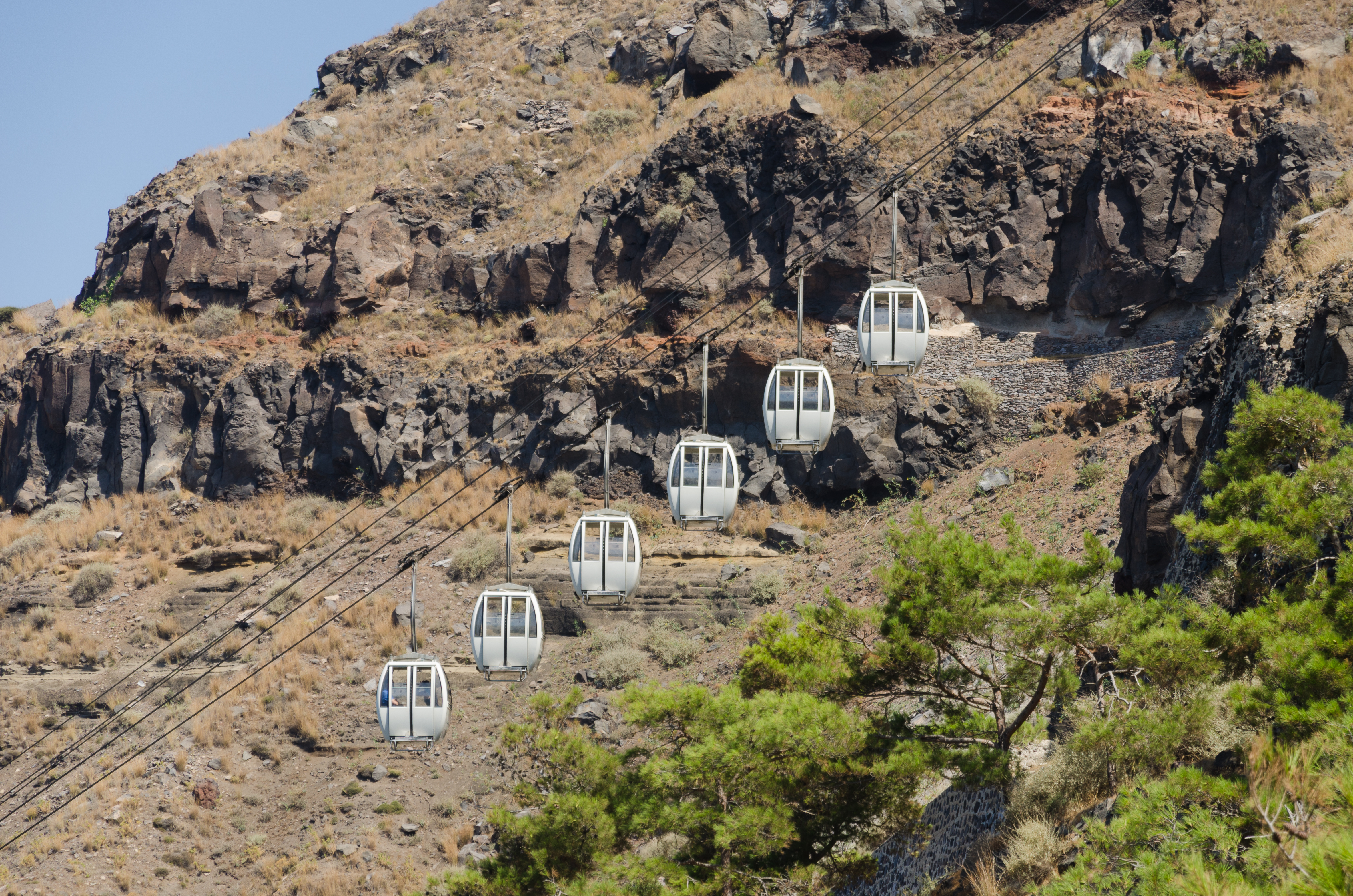
Канатна дорога Санторині

Канатна дорога Санторині (англ. Santorini cable car) — пасажирська канатна дорога, яка з'єднує порт і місто Фіра на острові Санторині (Греція). Спонсором будівництва виступив фонд «Loula & Evangelos Nomikos Foundation», який належав судновласнику Евангелосу Номікосу. 
Канатна дорога побудована австрійсько-швейцарською компанією Doppelmayr і розрахована на перевезення 1 200 пасажирів на годину, а час поїздки складає 3 хв.